# Accord de libre-échange entre l'Australie et le Royaume-Uni
L'accord de libre-échange entre l'Australie et le Royaume-Uni est un accord de libre-échange entre l'Australie et le Royaume-Uni. 

## Histoire
Les négociations sur cet accord de libre-échange se sont  conclues le 15 juin 2021, avec un accord de principe. L'accord a été signé le 16 décembre 2021 à Londres. 
En novembre 2022, le parlement australien approuve l'accord. Le 31 mai 2023, l'application de l'accord commence.

## Contenu
C'est le premier accord de libre-échange du Royaume-Uni, après sa sortie de l'Union européenne, qui ne reproduit pas un accord équivalent déjà en place par l'Union européenne. 
L'accord de libre-échange comme de nombreux autres, a connu des difficultés sur le volet agricole, les agricultures britanniques craignant que cet accord soit à leur désavantage,. L'accord l'inclut des quotas sur les exportations agricoles sans douanes pendant 15 ans. Les autres marchandises ont leurs droits de douane supprimés en totalité. L'accord inclut également une libération des visas pour les Britanniques de moins de 35 ans qui souhaitent vivre et travailler en Australie. Il permet l'accès à des visas de travail en Australie pour des professions comme avocat, architecte ou chercheur.